# Val-de-Cognac
Val-de-Cognac ist eine französische Gemeinde mit 3455 Einwohnern (Stand: 1. Januar 2022) im Département Charente in der Region Nouvelle-Aquitaine. Die Gemeinde gehört zum Arrondissement Cognac und ist Mitglied im Gemeindeverband Communauté d’agglomération du Grand Cognac.

## Gemeindegliederung

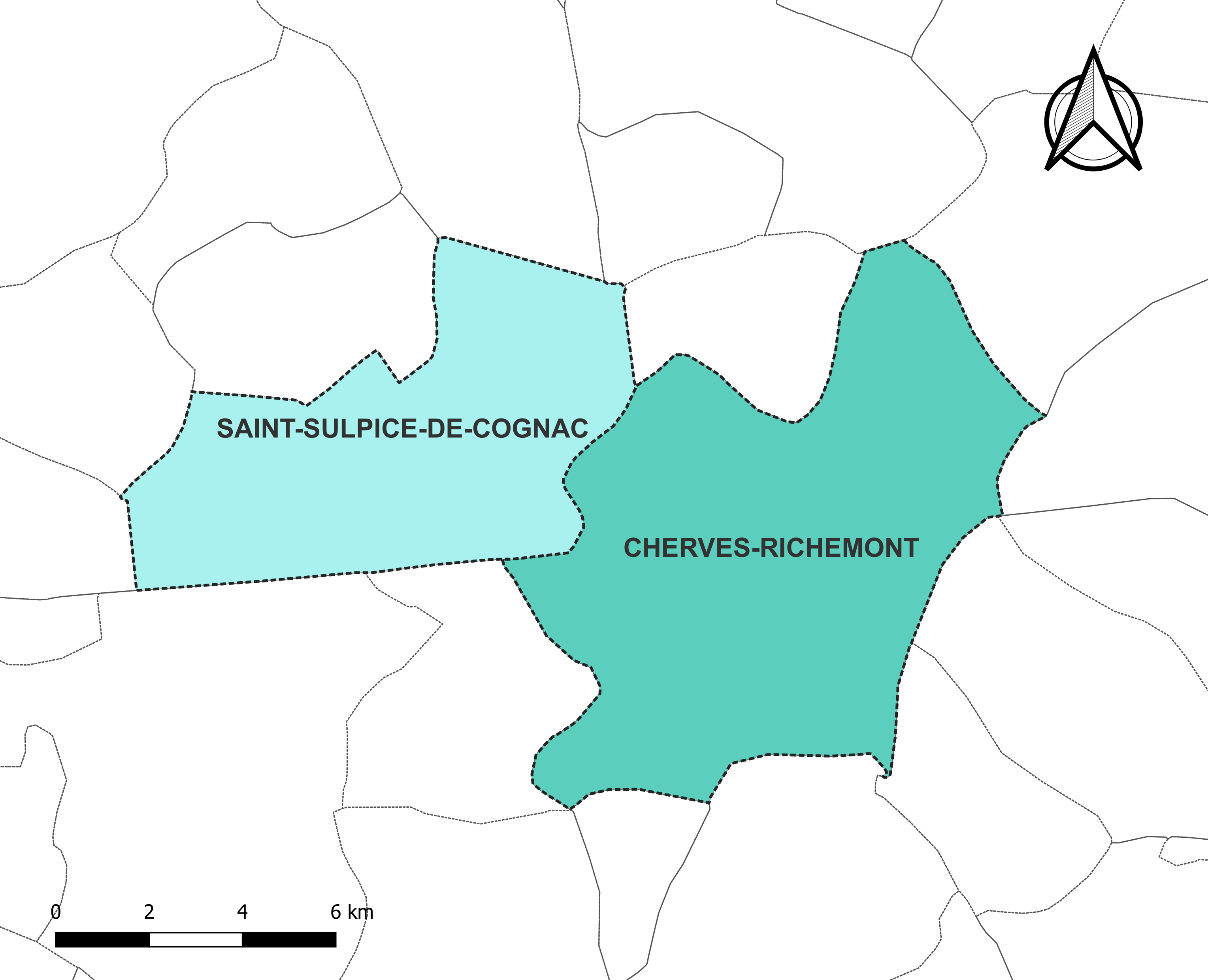
Gemeindegliederung

Sie entstand mit Wirkung zum 1. Januar 2024 als Commune nouvelle durch Zusammenlegung der bis dahin selbstständigen Gemeinden Cherves-Richemont und Saint-Sulpice-de-Cognac, die fortan den Status von Communes déléguées besitzen. Der Verwaltungssitz befindet sich in Cherves-Richemont.
| Commune déléguée                    | Ehemaliger INSEE-Code | PLZ   | Fläche (km²) | Einwohnerzahl (2022) |
| ----------------------------------- | --------------------- | ----- | ------------ | -------------------- |
| Cherves-Richemont (Verwaltungssitz) | 16097                 | 16370 | 37,94        | 2.276                |
| Saint-Sulpice-de-Cognac             | 16355                 | 16370 | 23,82        | 1.179                |

## Geografie
Val-de-Cognac liegt am westlichen Rand des Départements an der Grenze zum benachbarten Département Charente-Maritime, etwa sechs Kilometer nordnordwestlich von Cognac in der historischen Provinz Angoumois. Das Gemeindegebiet wird vom Flüsschen Antenne durchflossen.
Umgeben wird Val-de-Cognac von den 16 Nachbargemeinden:
| Burie (Charente-Maritime) Migron (Charente-Maritime)                      | Le Seure (Charente-Maritime) Mesnac Mons (Charente-Maritime) | Bréville Sainte-Sévère |
| Saint-Bris-des-Bois (Charente-Maritime) Saint-Césaire (Charente-Maritime) | Kompassrose, die auf Nachbargemeinden zeigt                  | Réparsac Nercillac     |
| Chérac (Charente-Maritime) Louzac-Saint-André                             | Javrezac Cognac                                              | Boutiers-Saint-Trojan  |

## Sehenswürdigkeiten
| Name                                     | Ort                     | Bemerkungen | Bild |
| ---------------------------------------- | ----------------------- | --- | ---- |
| Prioratskirche Saint-Vivien              | Cherves                 | Ende des 11. Jahrhunderts erbaut, seit 1988 als Monument historique klassifiziert                                                      |      |
| Schloss Chesnel                          | Cherves                 | 1610 erbaut, seit 1965 in Teilen als Monument historique eingeschrieben                                                                |      |
| Logis de Boussac                         | Cherves                 | Im 17./18. Jahrhundert erbaut, seit 1987 in Teilen als Monument historique eingeschrieben                                              |      |
| Herrenhaus Logis de Saint-Rémy           | Cherves                 | Im 17./18. Jahrhundert erbaut, Fassaden und Dächer seit 1979 als Monument historique eingeschrieben                                    |      |
| Burgruine Richemont                      | Richemont               | Im 10. Jahrhundert erbaut, seit 1937 als Monument historique klassifiziert                                                             |      |
| Schloss Richemont                        | Richemont               | In der ersten Hälfte des 17. Jahrhunderts erbaut                                                                                       |      |
| Kirche Saint-Georges                     | Richemont               | Im 12. Jahrhundert erbaut, mit einer Krypta aus dem 7. 8. oder 9. Jahrhundert, die seit 1907 als Monument historique klassifiziert ist |      |
| Pfarrkirche Saint-Sulpice                | Saint-Sulpice-de-Cognac | Erbaut in der zweiten Hälfte des 12. Jahrhunderts                                                                                      |      |
| Pyramide auf der Brücke über die Antenne | Saint-Sulpice-de-Cognac | 18. Jahrhundert |      |

## Bildung
Die Gemeinde verfügt über
- eine öffentliche Vorschule,
- eine öffentliche und eine private Vor- und Grundschule (École primaire) und
- eine öffentliche Grundschule (École élémentaire).[2]

## Sport und Freizeit
- Der GR 4, ein Fernwanderweg zwischen Royan und Grasse durchquert das südliche Gemeindegebiet.[3]

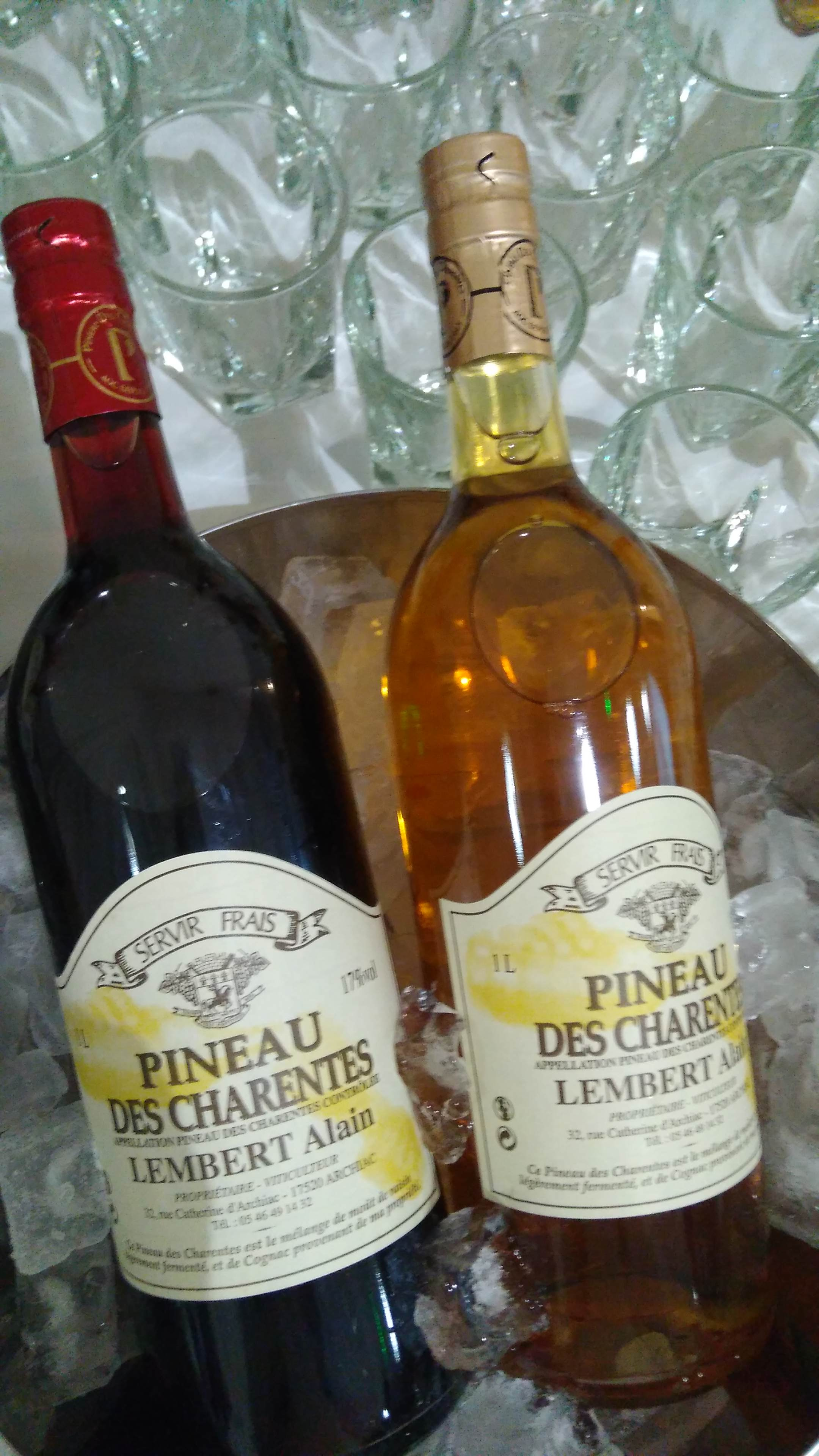
Pineau des Charentes rouge und blanc

## Wirtschaft
Im Mittelalter wurden in der Umgebung Getreide, Hanf und Safran angebaut; der Weinbau diente im Wesentlichen der Selbstversorgung der Bauern. Mit der zunehmenden Nachfrage nach Wein bzw. Cognac spielt der Weinbau heute die wirtschaftlich dominierende Rolle.
Die Gewinnung von Gips war und ist ein wichtiger Industriezweig in der Gemeinde. Die Gipsprodukte wurden 1904–1942 mit den fünf Dampflokomotiven der Tramway d’Usine à Plâtres de Champblanc nach Cognac transportiert.
Val-de-Cognac liegt in den Zonen AOC
- der Buttersorten
  - Beurre Charentes-Poitou,
  - Beurre des Charentes und
  - Beurre des Deux Sèvres
- des Cognacs oder Eau-de-vie de Cognac oder Eau-de-vie des Charentes,
- des Cognacs Borderies und
- des Pineau des Charentes mit den Appellationen blanc, rosé und rouge.[4]

## Verkehr
Die Route départementale 731, die ehemalige Route nationale 731, durchquert die Gemeinde von Nordwest nach Südost und verbindet sie mit Saint-Jean-d’Angély im Nordwesten und Cognac im Südosten.